# Park Kultury (stanice metra v Moskvě)

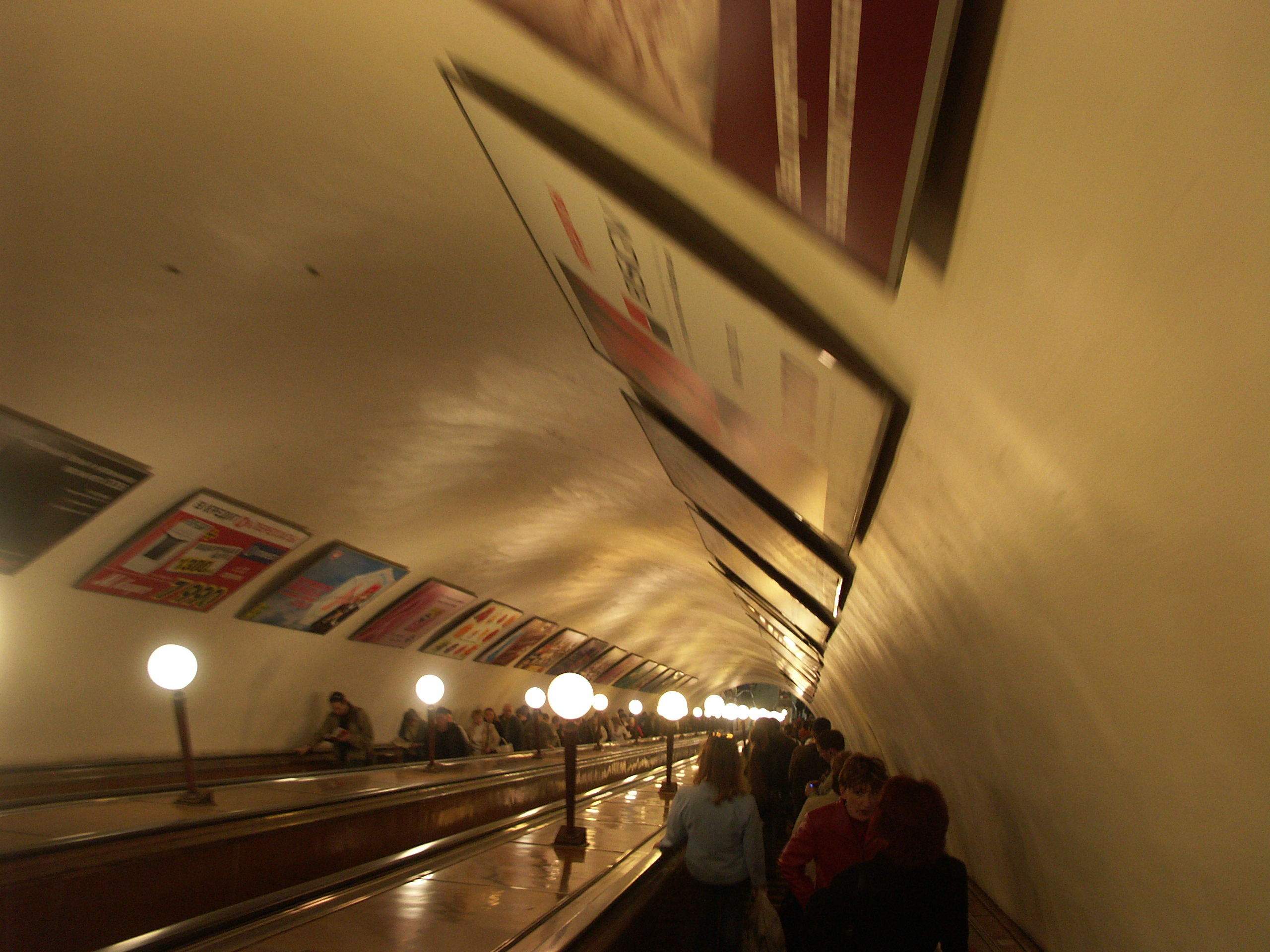
Eskalátorový tunel na nástupiště Kolcevské linky

Park Kultury (rusky Парк Культуры) je přestupní stanice moskevského metra na Sokolničeské a Kolcevské lince.

## Historický vývoj
Park Kultury je jižní konečnou nejstaršího úseku metra, otevřeného 15. května roku 1935. Stanice byla otevřena pod názvem Centralnyj Park Kultury i oddycha imeni Gorkogo, který se složitě zkracoval. Až do roku 1957 plnila funkci konečné, jižním směrem za stanicí se nacházejí také dvě odstavné koleje.
Roku 1950 se stala přestupní, když pod ní bylo otevřeno nové nástupiště historicky prvního úseku Kolcevské linky. To bylo fungovalo též jako konečná stanice. Propojení mezi oběma linkami vzniklo přes společný vestibul pro pěší a přes manipulační jednokolejnou spojku pro soupravy. Postupem času se kruh Kolcevské uzavřel (1954) a spolu s prodloužením první linky jihozápadním směrem tak za oběma nástupišti ztratily odstavné koleje svůj význam pro pravidelnou denní dopravu.
Změna složitého názvu na dnešní se uskutečnila k roku 1980, kdy v Moskvě proběhla olympiáda a město bylo plné zahraničních návštěvníků. Složitý název by byl jistě matoucí; navíc všude (s výjimkou hlášení ve vlacích) již byl Park Kultury označen zkratkami.
V současné době je stanice velmi vytížená, denně ji využije (výstup, nástup a přestup) okolo sto tisíc lidí. Drtivou většinu z toho tvoří právě přestupující mezi oběma linkami. Vzhledem ke složité cestě při přestupu se plánuje vybudování přímé přestupní chodby, která by spojila obě nástupiště.

## Park Kultury na Sokolničeské lince

### Charakteristika
Na Sokolničeské lince je Park Kultury je stanicí hloubenou, založenou mělko – 10,5 m.
Výstupy jsou zde dva, vyvedené po schodištích každý do svého vestibulu. Ty byly oba konstruovány jako povrchové, označovány podle svého umístění; severní a jižní. Jižní vestibul je společný i s nástupištěm na Kolcevské lince.

### Výzdoba
Nástupiště Parku Kultury tvoří jeden velký nedělený prostor, podpíraný dvěma řadami sloupů. Ty jsou obložené dekorativním mramorem v béžové až žluté barvě. Na stěny za nástupištěm byly jako obklad použity bílé dlaždice, v určitých intervalech oddělené mramorovým pásem. Podlahu tvoří černá žula, dříve však byl užit asfalt. Osvětlení zajišťují zářivky, do 80. let ale byly ve stanici umístěné originální dekorativní lampy.

### Výstavba stanice
Výstavba stanice na Sokolničeské lince začala na jaře 1933. Již od začátku bylo jasné, že celá konstrukce stanice nebude jednoduchá. Prvním problémem byla podzemní voda (Park Kultury se nachází nedaleko řeky Moskvy), která ztěžovala stavbu. Nástupiště budoucí stanice se navíc celé nacházelo pod úrovní spodní vody.
Navíc díky své poloze pod Krymským náměstím, důležitým dopravním uzlem ve městě, hrozilo nebezpečí problémů s dopravou.
Ještě před tím, než byla vykopána samotná jáma, v níž byla stanice založena, muselo být její podloží vyztuženo. Díky tomuto kroku se tak předešlo mnohým problémům, které by mohly způsobit poničení základů okolních domů a také samozřejmě rozestavěné stanice. Po dokončení a zajištění stavební jámy ji přemostil dřevěný provizorní most, zajišťující plynulost povrchové dopravy. Většina stavebních prací probíhala v noci; a to i přestože manipulace těžké, parní techniky jistě rušila místní. I přes všechna tato úskalí nakonec byla po jedenácti měsících usilovné práce celá stavba dokončena. Během ní se nahradilo 100 000 m³ zeminy betonem o čtvrtinovém objemu v porovnání s vytěženou zeminou.
29. března 2010 byl v této stanici během ranní špičky v 8:30 hodin ráno proveden teroristický útok při kterém zahynulo 15 lidí a další desítky byly raněny. Jedna žena odpálila výbušninu pomocí mobilních telefonů. Zhruba o 45 minut dříve byla odpálena první bomba na téže lince ve stanici Lubjanka, kde zemřelo 23 lidí a další desítky byli raněny. K útoku se přihlásila teroristická skupina ze severního Kavkazu.

## Park Kultury na Kolcevské lince
Na Kolcevské lince byl Park Kultury vybudován jako stanice trojlodní ražená, hluboko pod zemí (40 m) založená. Střední loď je zde zkrácená; z nástupiště vede jen jeden výstup do společného (jižního) vestibulu se Sokolničeskou linkou.

### Výzdoba stanice
Architektonické ztvárnění prostoru nástupiště stanice odpovídá socialistickému realismu a je bohaté. Obklad spodní části sloupů a stěn za nástupištěm tvoří šedý mramor, v horní části jsou stěny omítnuté a zdobí je tam dohromady 26 reliéfů s tematikou sovětské mládeže. Na slepém konci střední lodě je umístěn malý reliéf hlavy Maxima Gorkého, po němž nesla dříve stanice také název.

## Teroristický útok
29. března 2010 během ranní špičky v 8:37 moskevského času došlo v této stanici k teroristickému útoku, který si vyžádal 13 obětí.